# World Weather Attribution
World Weather Attribution (WWA) ist eine Initiative, die sich mit Attributionsstudien für Extremwetterereignisse wie Hitzewellen, Dürren und Stürme befasst. In akademischer Zusammenarbeit mehrerer Institutionen werden diese möglichst zeitnah erstellt. Die Initiative wurde 2015 von den Klimatologen Geert Jan van Oldenborgh und Friederike Otto gegründet. Zu den teilnehmenden Institutionen gehören unter anderem das Imperial College London, das Koninklijk Nederlands Meteorologisch Instituut, das Laboratoire des sciences du climat et de l'environnement und das Red Cross Red Crescent Climate Centre. In den ersten sechs Jahren wurden mehr als 40 Ereignisse untersucht.
Um binnen kurzer Zeit Attributionsstudien zu Extremwetterereignissen liefern zu können, nutzt die Gruppe eine eigens entwickelte wissenschaftliche Methodik und wendet ein per Peer-Review-geprüftes, vordefiniertes Protokoll an. Dieses Protokoll umfasst unter anderem die Auswahl der zu analysierenden Ereignisse, die Ereignisdefinition, die Beobachtungsanalyse, die Modellbewertung, die Zuordnung mehrerer Modelle und Methoden, die Gefahrensynthese, die Schwachstellen- und Expositionsanalyse sowie das Kommunikationsverfahren. Die Peer Review zu der konkreten Studie wird dann im üblichen Verfahren nachgeliefert. Laut Friederike Otto war das Problem der früheren Forschungen, dass sich kaum noch jemand für die Resultate interessierte, wenn sie „in den normalen wissenschaftlichen Zeitskalen“, also viele Wochen nach dem Extremwetterereignis, präsentiert worden seien. Für die Initiative hätten Forscher im Falle eines Ereignisses darum sofort ihre übrigen Aktivitäten ruhen lassen müssen.

## Untersuchte Ereignisse (Auswahl)
- Überschwemmungen im Mittelmeerraum im September 2023 (siehe Sturmtief Daniel)[6]
- Hitzewellen im Juli 2023 in der nördlichen Hemisphäre[7]
- Überschwemmungen um den Kiwusee im April bis Mai 2023[8]
- Hitzewelle im April 2023 in Süd- und Südostasien[9]
- Überschwemmungen in KwaZulu-Natal 2022[10]
- Hitzewelle im April 2023 in Spanien, Portugal, Marokko und Algerien[11]
- Dürre und Hitze in Europa 2022[12]
- Hitzewelle in Südasien 2022[13]
- Hitzewelle in Nordamerika 2021[14][15]
- Hurrikan Harvey im August 2017[16]
- Hitzewellen in Europa 2015[17]

Der Weltklimarat zitierte 2021 die Ergebnisse der Studien, nachdem im vorherigen Bericht die Disziplin noch als „vielversprechend aber noch nicht ausgereift“ bezeichnet worden sei.